# Казе Роки (Гросето)
Казе Роки је насеље у Италији у округу Гросето, региону Тоскана.
Према процени из 2011. у насељу је живело 29 становника. Насеље се налази на надморској висини од 443 м.